# Dob utca
A Dob utca Erzsébetváros egyik nyugat–keleti irányban húzódó utcája.  A Károly körút és a Rottenbiller utca között húzódik mintegy másfél kilométer hosszan, az Erzsébet körút keresztezésével. Egykor a budapesti gettó egyik sugárirányú főutcája volt a Wesselényi utca mellett.

## Története
Az utca nevét az egykor itt állott Három Dob vendéglőről kapta. 1804-ben németül Dreitrommelgassénak (Drei Trommel: három dob) nevezték, amikor a Károly körúttól még csak a Klauzál térig húzódott. A népességszám növekedése egyre több házat igényelt. Az 1840-es években a Klauzál tértől már az Aréna útig (ma Dózsa György út) ért, és Äußere Dreitrommelgasse, azaz Külső Három Dob utca volt a neve. Később a Rottenbiller utcától kifelé vezető részéből lett a Damjanich utca. 1874-től a Három Dob és a Külső Három Dob utca együtt alkotják a mai Dob utcát.

## Nevezetes épületek
- 3. sz. Pscherer-ház, Hild József épülete, 1852-ből
- 8. sz. és a Rumbach Sebestyén u. 6. sz. a Glücksmann-ház, Román Miklós és Román Ernő építette sarokház
- 16. sz. Gozsdu-udvar átjáróház a Király utca 13. felé
- 37. sz. 1867-től itt működött a Topits József fia gőztésztagyár
- 46/b sz. Presser Gábor és Seress Rezső egykori lakhelye
- 52. sz. Itt alakult a Rákosligetet felépítő Munkás Otthon Házépítő Szövetkezet
- 57. sz. A Fészek Művészklub, a Kertész utca sarkán
- 75–81. sz. Az Informatikai és Hírközlési Minisztérium egykori székhelye, ms a Pénzügyőr- és Adózástörténeti Múzeum
- 100. sz. Az egykori Elefanty Szálloda, a Magyarországi Eszperantó Szövetség székháza
- 111. sz. és a Rottenbiller utca 50. sarkán álló egykori Erzsébet leányárvaház, ma a Szent István Egyetem Állatorvos-tudományi Karának egyik épülete

## Galéria

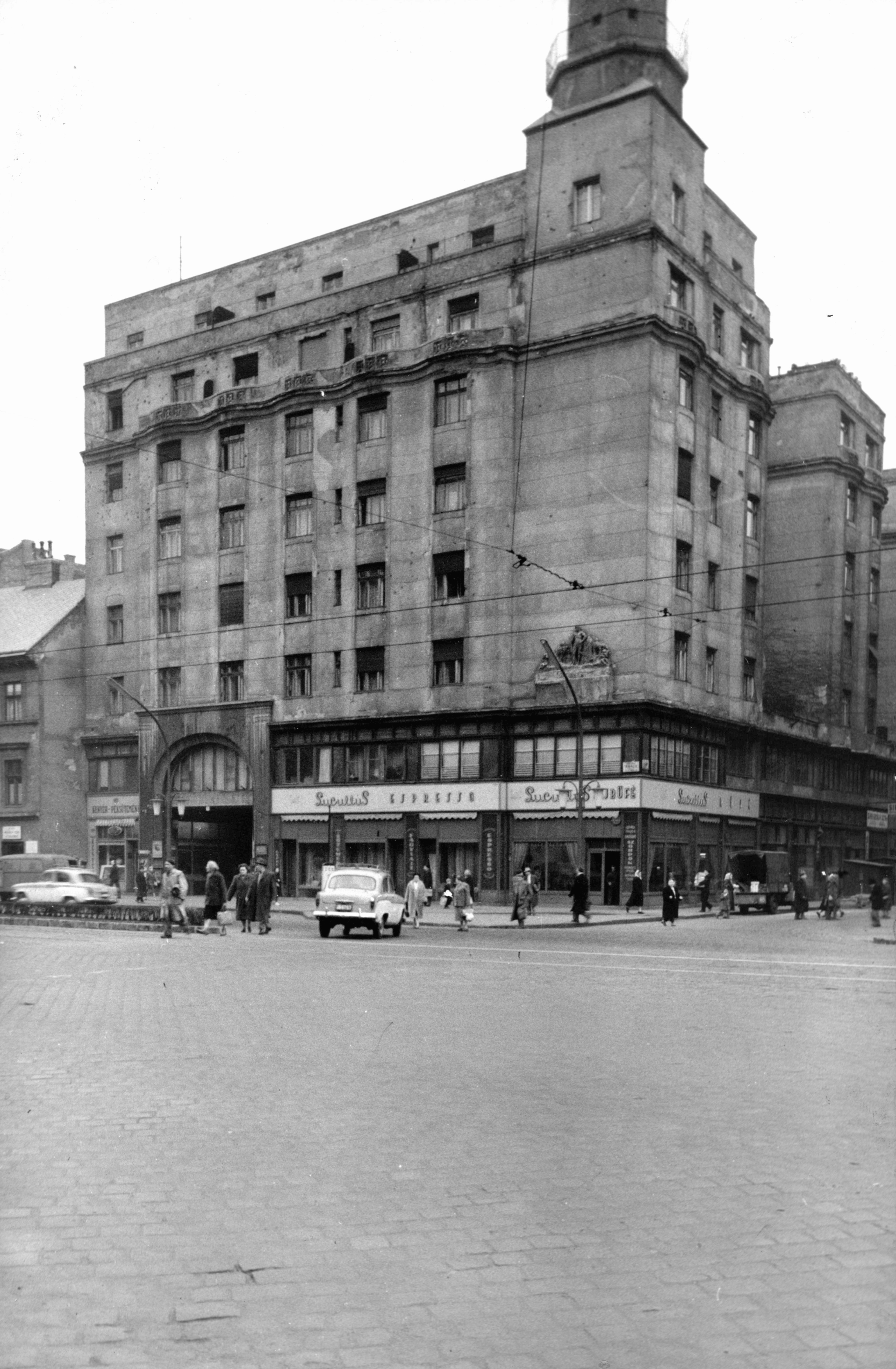
A páros oldal első háza
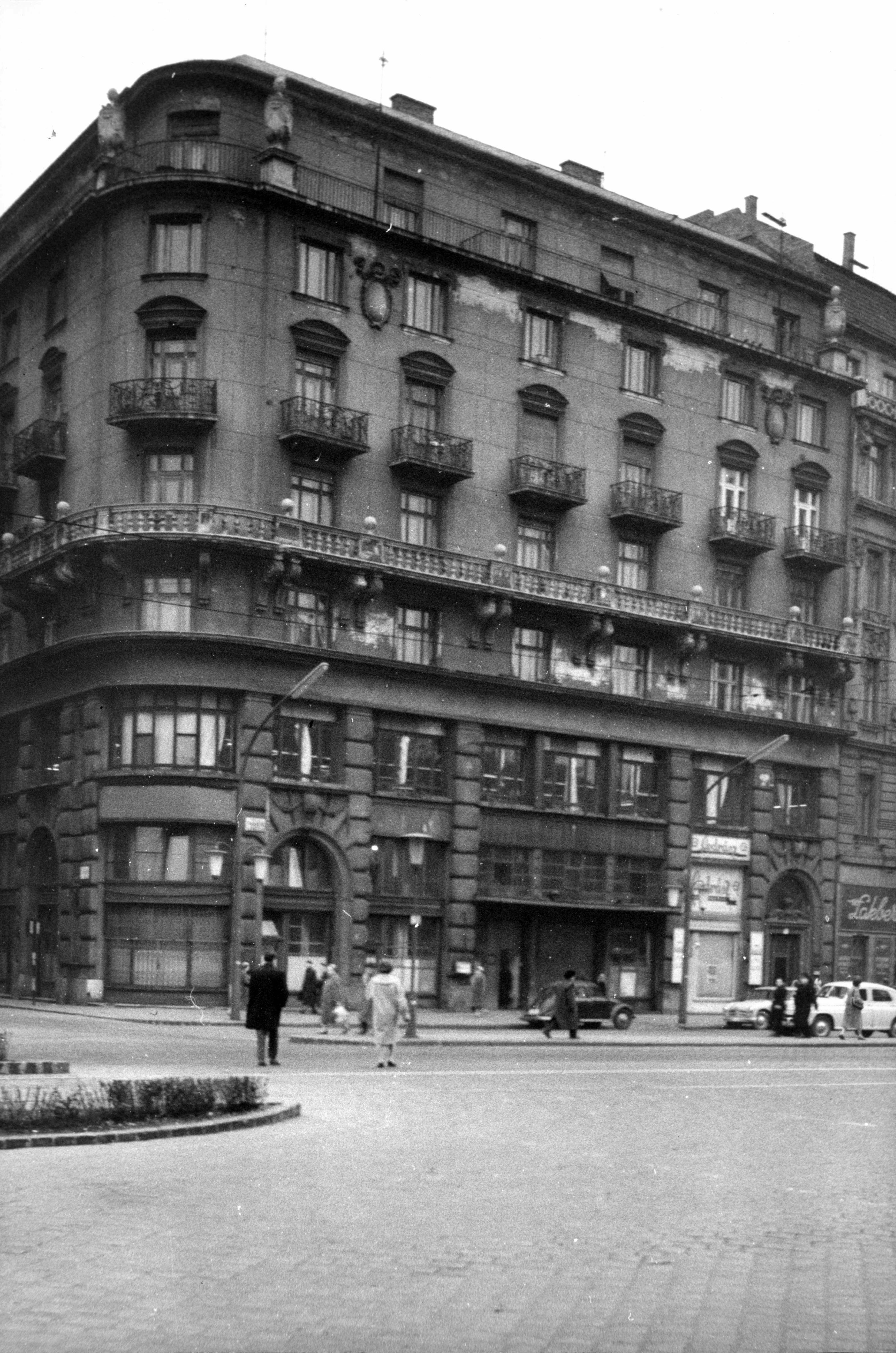
A páratlan oldal első háza
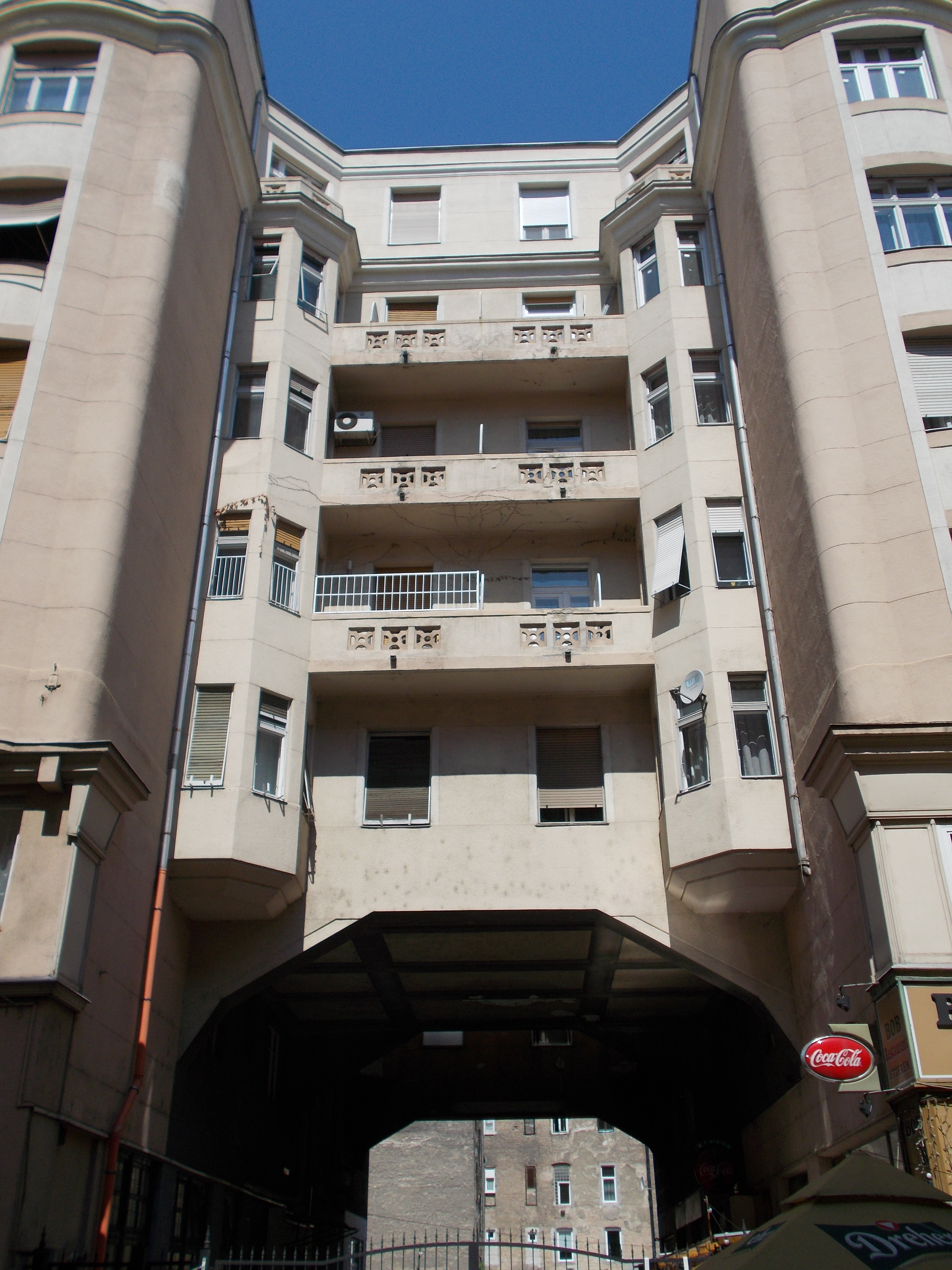
2. sz. átjáróház
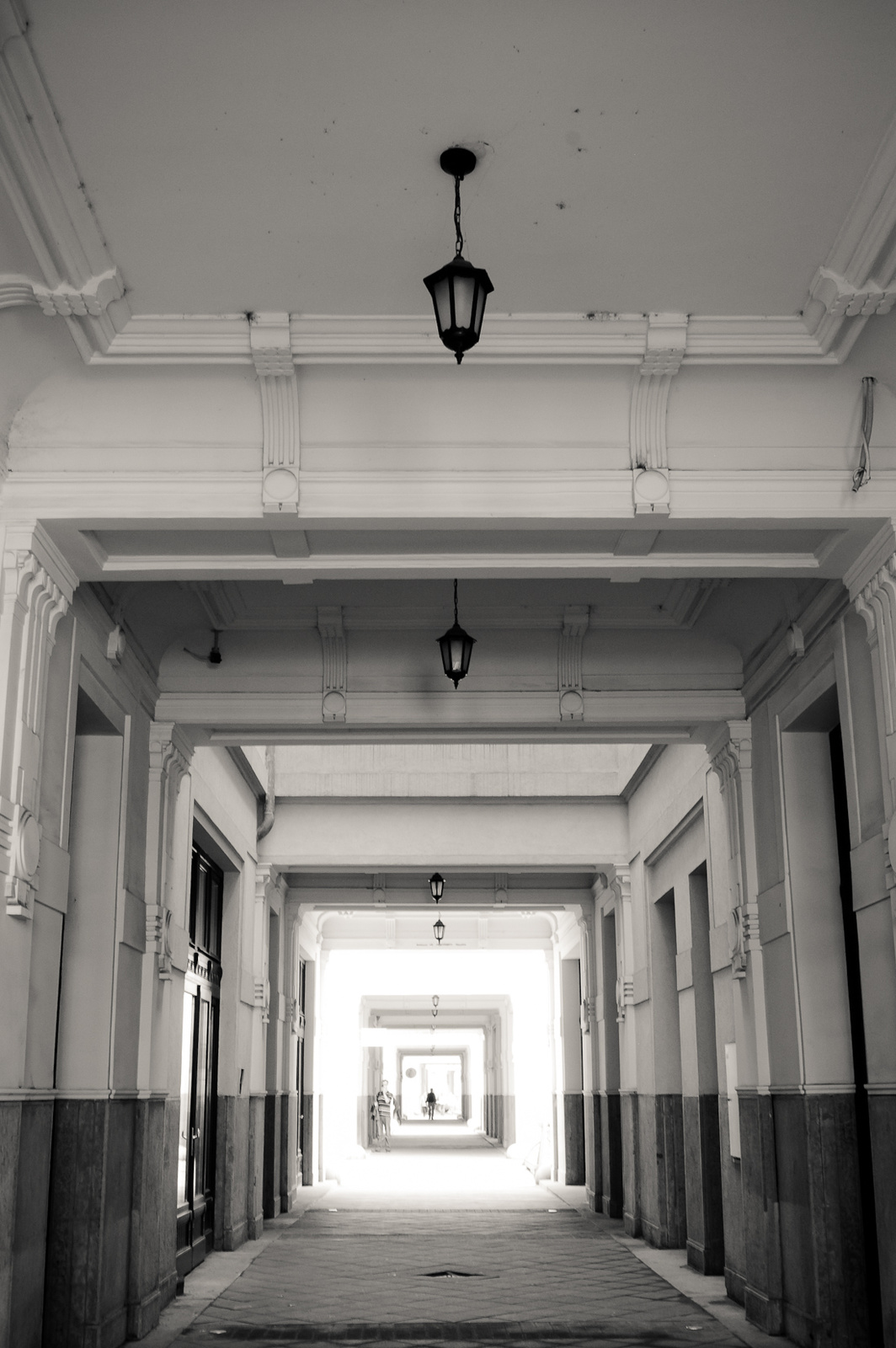
A Gozsdu-udvar
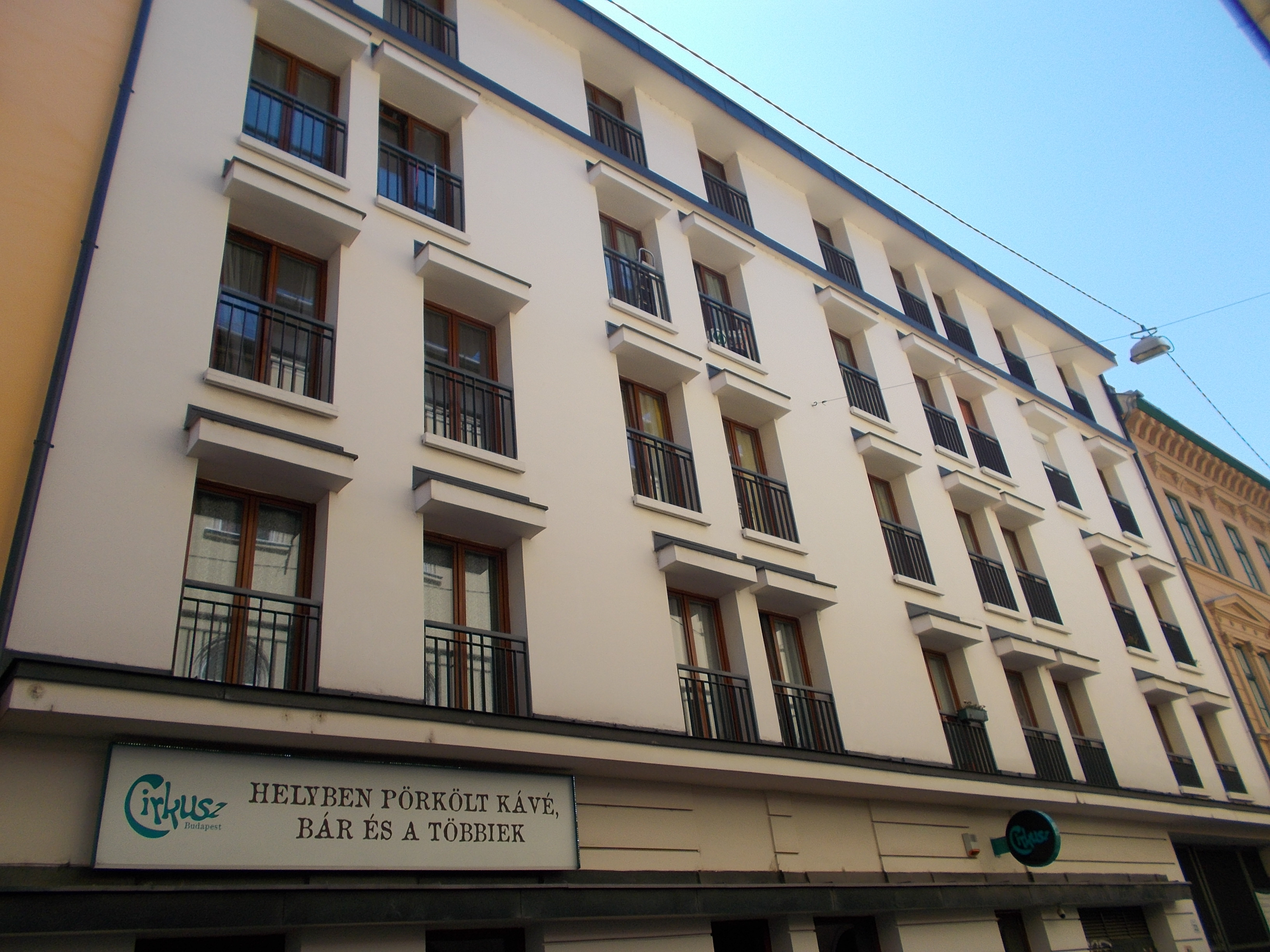
23. sz. lakóház
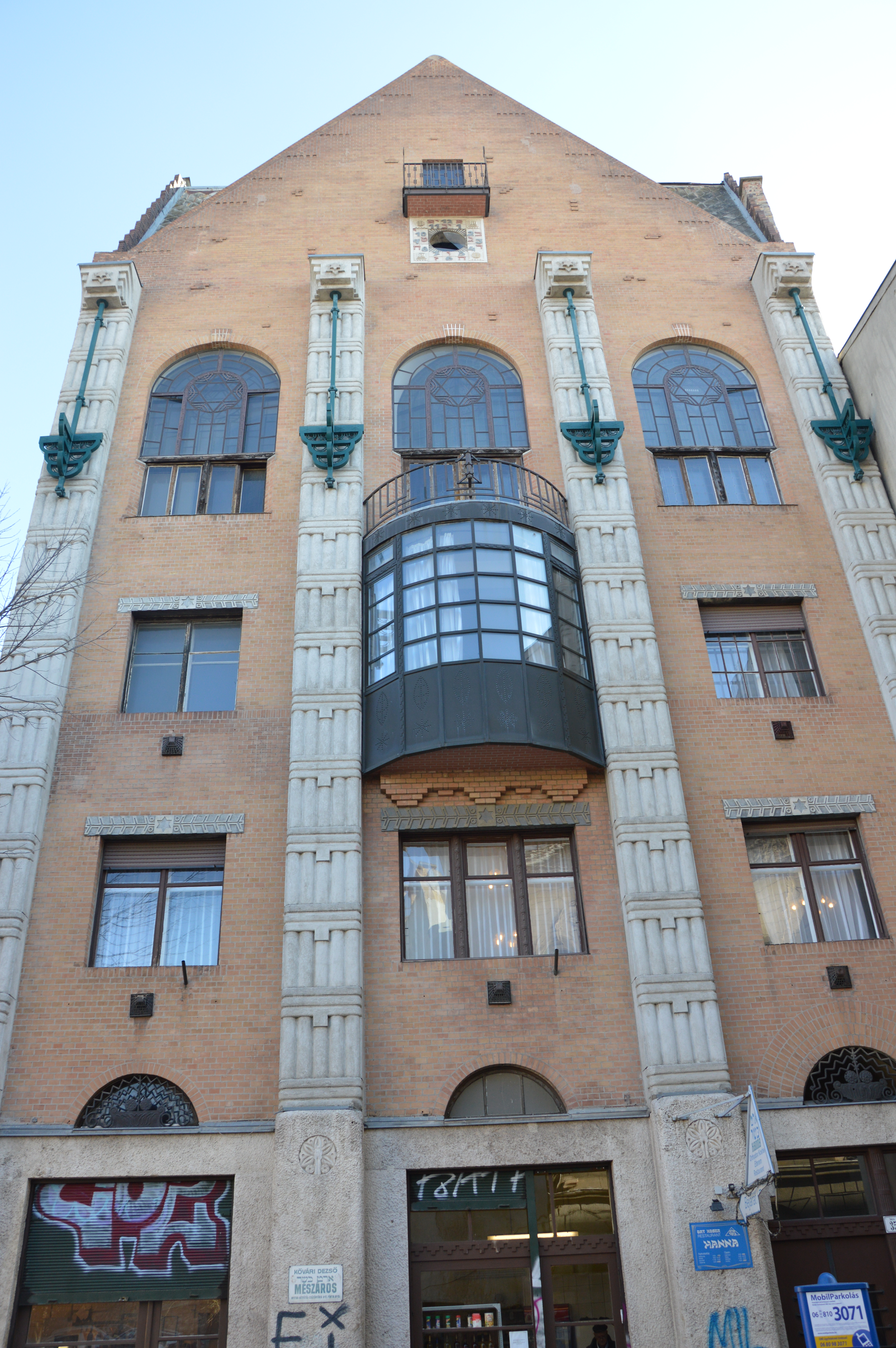
35. sz. lakóház
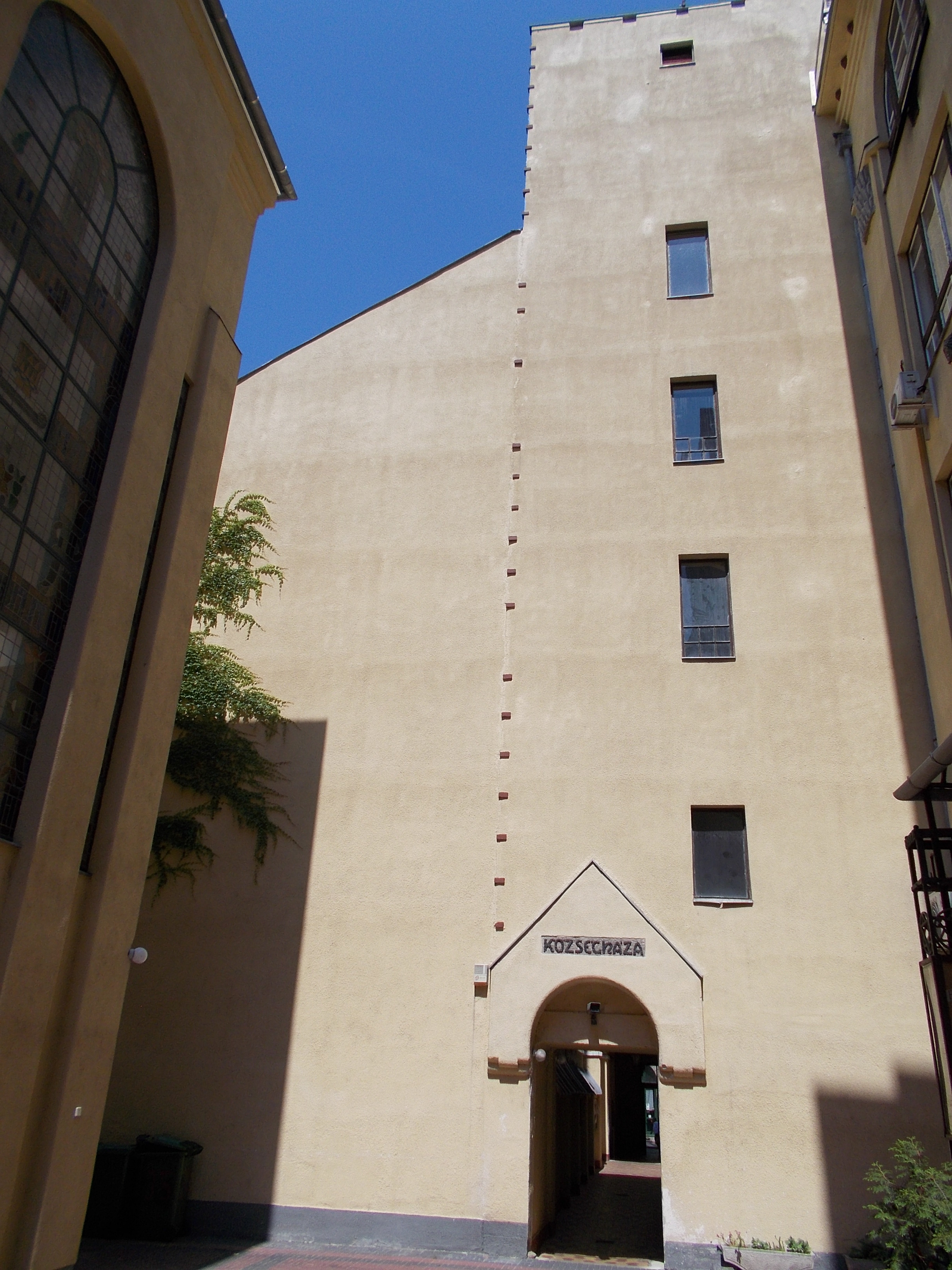
35. sz. szecessziós községháza
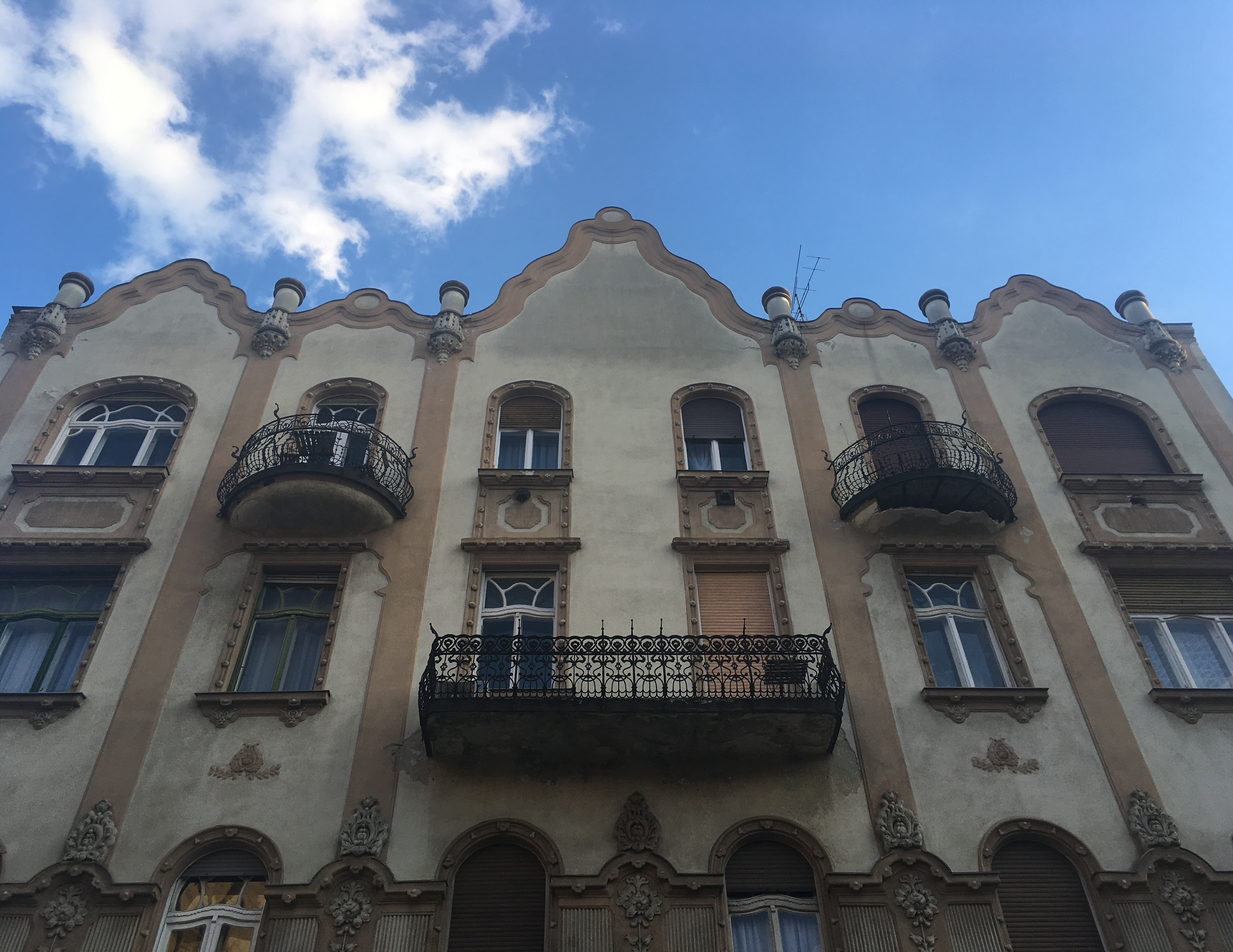
53. sz. Schwarz-ház
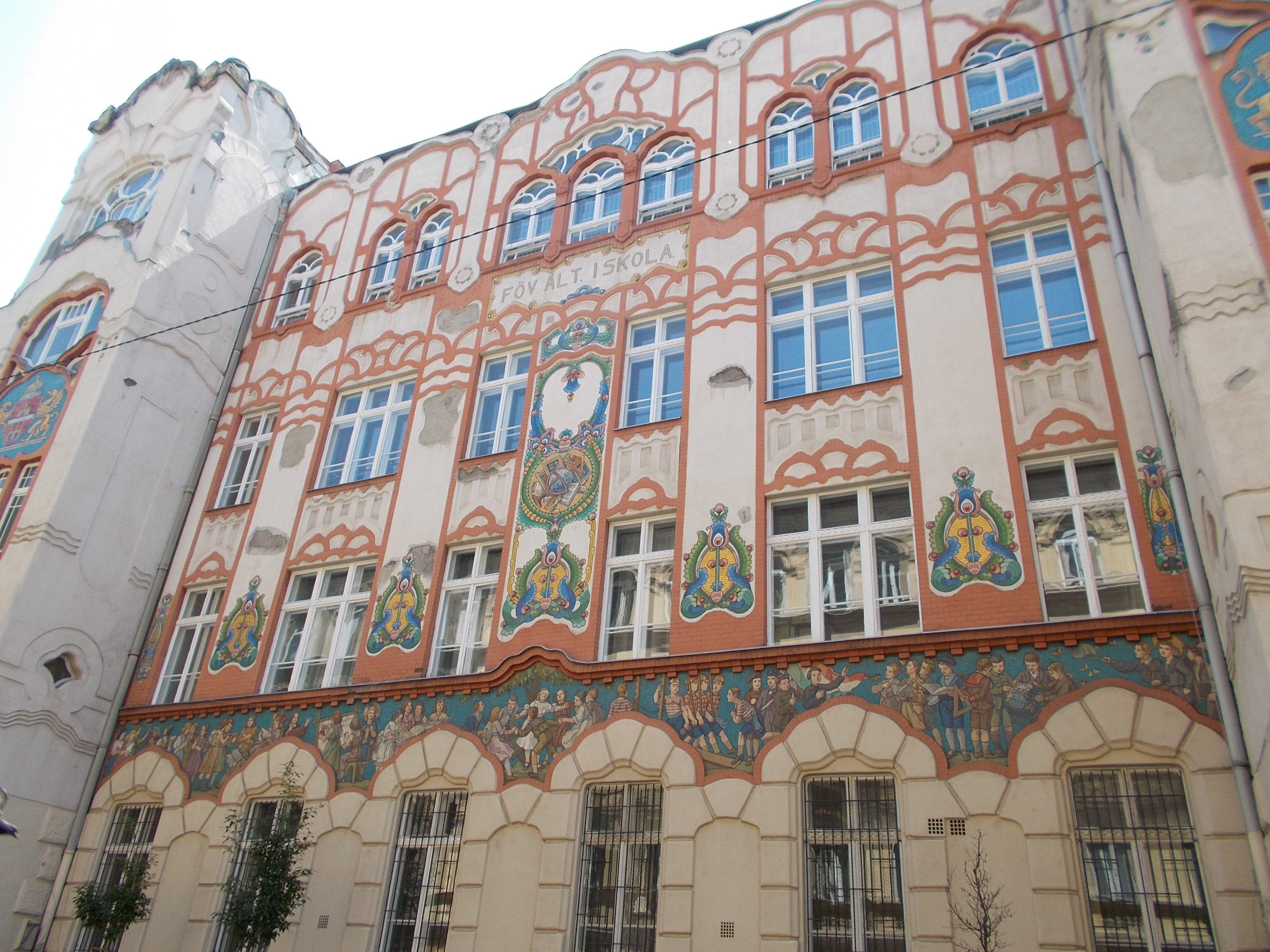
85. sz. Kéttannyelvű általános iskola
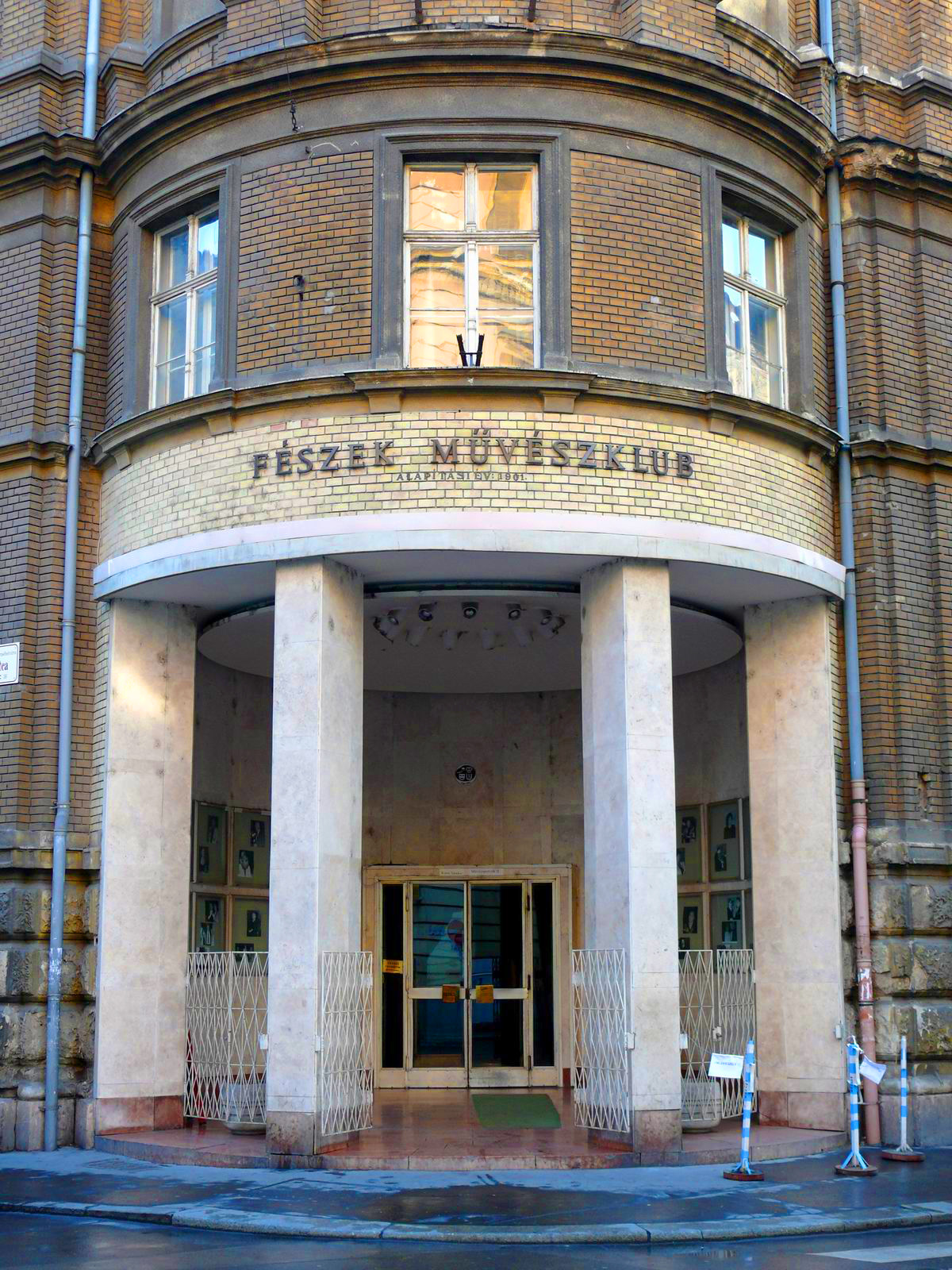
A Fészek Művészklub
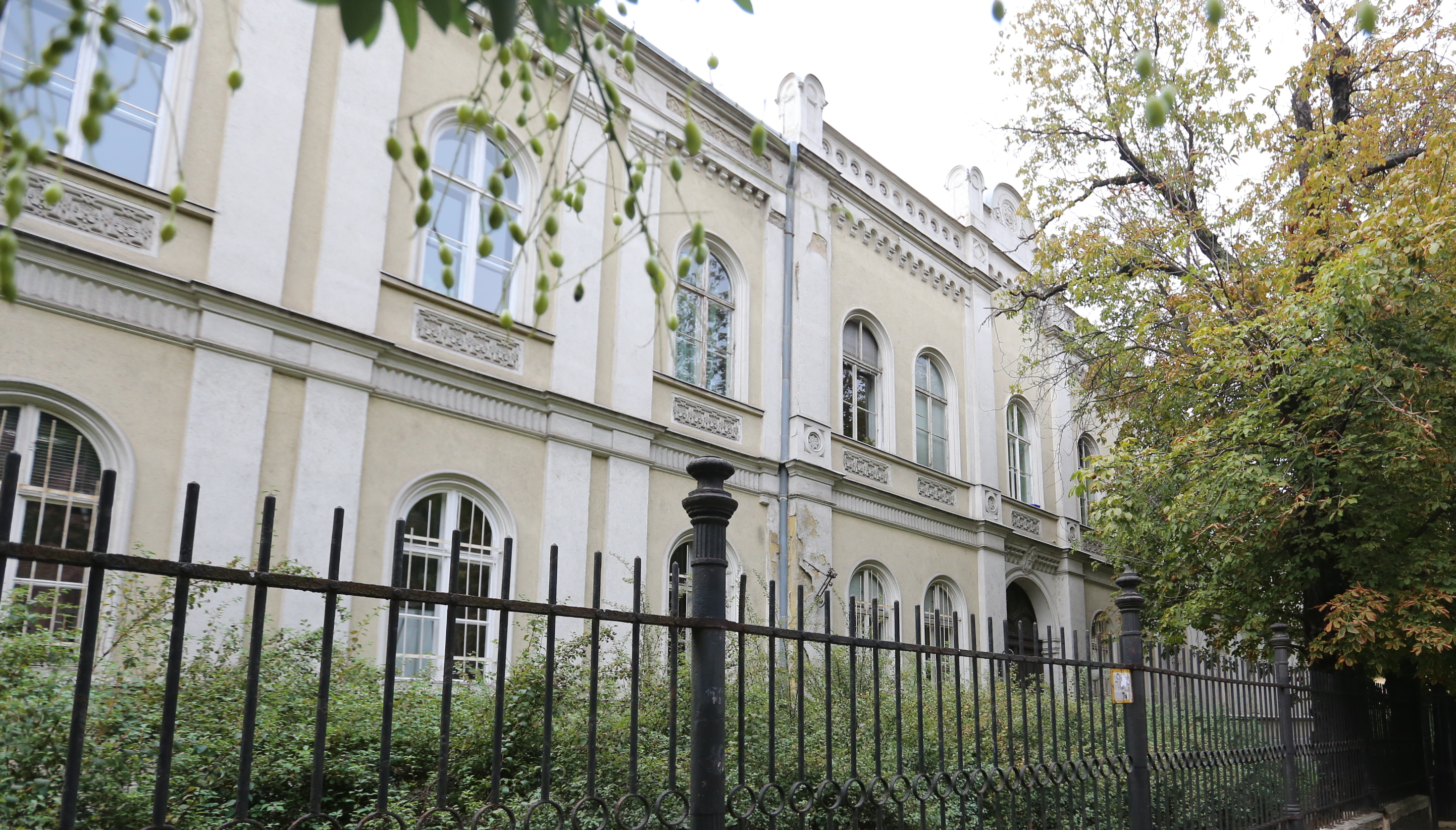
Az egykori Erzsébet leányárvaház
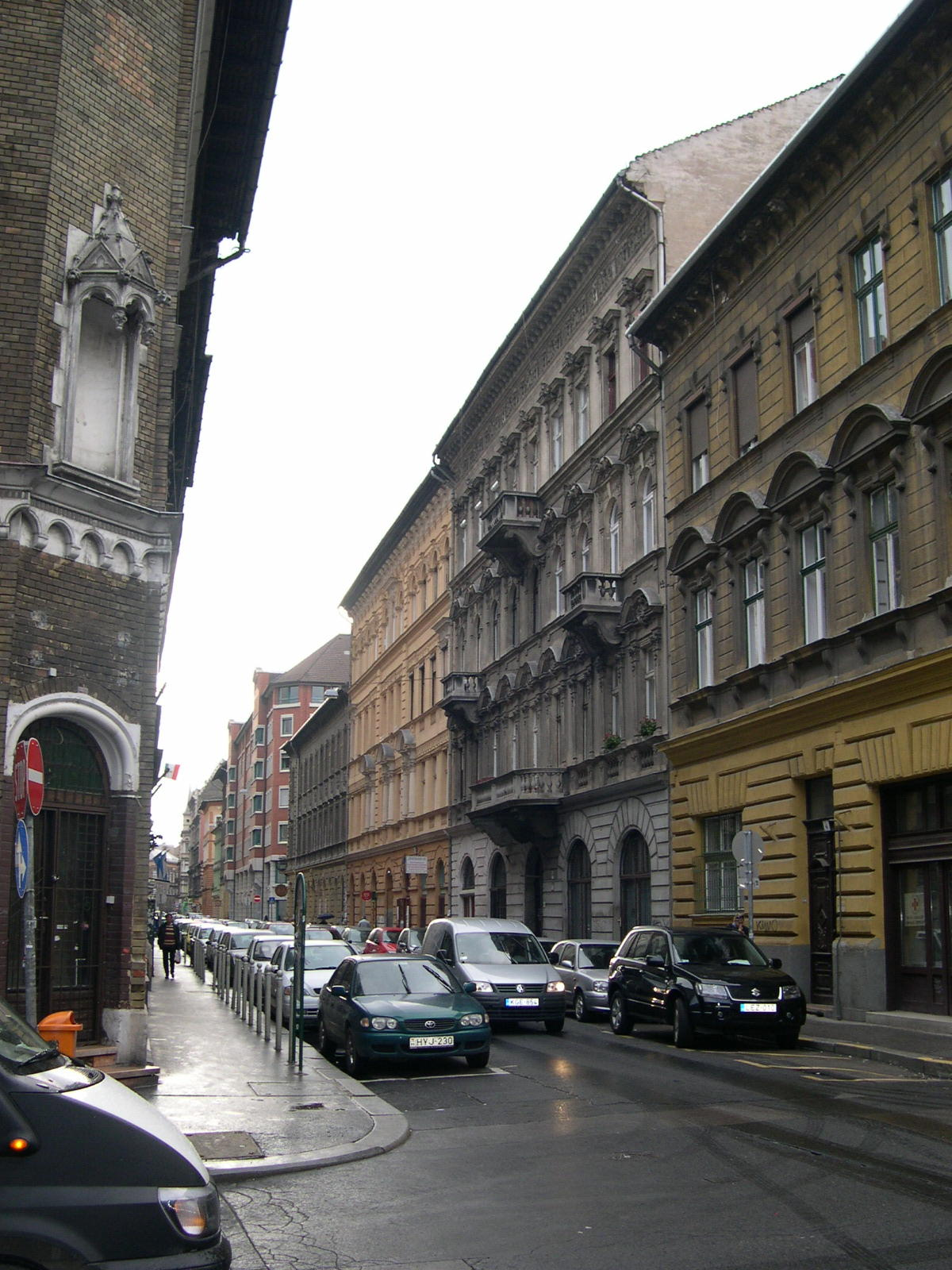
A Nagykörút felől